# Shrapnel Records
Shrapnel Records ist ein US-amerikanisches Musiklabel für Metal und Rock, das im Jahr 1980 in Novato, Kalifornien, gegründet wurde.

## Geschichte
Das Label wurde im Jahr 1980 vom 22-jährigen Mike Varney gegründet. Das Label hatte sich der Veröffentlichung von Metal- und Rockalben verschrieben, wobei Künstler und Bands wie Yngwie Malmsteen, Marty Friedman, Jason Becker, Paul Gilbert, Racer X, Tony MacAlpine, Vinnie Moore, Greg Howe, Richie Kotzen und Toby Knapp ihre ersten Tonträger hier veröffentlichten.

## Bands (Auswahl)
- Steeler
- Racer X
- Apocrypha
- Exciter
- L.A. Guns
- Fifth Angel
- Griffin
- Keel
- Hexx
- Cacophony
- Vicious Rumors
- Marc Rizzo
- Dr. Mastermind

## Veröffentlichungen (Auswahl)
- Steeler · Steeler (1983)
- Wild Dogs · Wild Dogs (1983)
- Hawaii · One Nation Underground (1983)
- Trauma · Scratch and Scream (1984)
- Vicious Rumors · Digital Dictator (1987)
- Phantom Blue · Phantom Blue (1989)
- Marty Friedman · Introduction (1994)
- James Murphy · Convergence (1996)
- Michael Schenker Group · Introduction (1998)
- Michael Schenker · Dreams and Expressions (2000)
- Vitalij Kuprij · Piano (Plays the Works of Liszt and Chopin) (2001)
- Glenn Hughes · Songs in the Key of Rock (2003)
- George Lynch · Dreams and Expressions (2004)
- Great White · Back to the Rhythm (2007)